# Regiunea Hauts-Bassins
Hauts-Bassins este o diviziune de gradul I, localizată în statul Burkina Faso. Regiunea, înființată la data de 2 iulie 2001, cuprinde un număr de 3 provincii: Houet, Kénédougou și Tuy. Reședința regiunii este orașul Bobo Dioulasso. 

| Provincia  | Reședința      | Populația (2006) |
| ---------- | -------------- | ---------------- |
| Houet      | Bobo Dioulasso | 902.662          |
| Kénédougou | Orodara        | 283.463          |
| Tuy        | Houndé         | 224.159          |